# بزوزیورنویه
بزوزیورنویه (به لاتین: Bezozyornoye) یک منطقهٔ مسکونی در روسیه است که در استان آمور واقع شده‌است.